# Râul Voineasa Mică
Râul Voineasa Mică este un curs de apă, afluent al râului Olteț. 